# Takeshi Ono (fodboldspiller, født 1962)
Takeshi Ono (født 17. august 1962) er en tidligere japansk fodboldspiller og træner.
Han har tidligere trænet Sanfrecce Hiroshima og Roasso Kumamoto.